# Şirvanlı (Neftçala)
Şirvanlı è un comune dell'Azerbaigian situato nel distretto di Neftçala. 